# Bayside City
Koordinaten: 37° 57′ S, 145° 0′ O

Bayside City ist ein lokales Verwaltungsgebiet (LGA) im australischen Bundesstaat Victoria. Bayside gehört zur Metropole Melbourne, der Hauptstadt Victorias. Das Gebiet ist 37,2 km² groß und hat etwa 97.000 Einwohner.
Bayside liegt am entfernten Ende der Port Phillip Bay südöstlich von Port Phillip, 12 bis 22 km vom Stadtzentrum entfernt und enthält neun Stadtteile: Beaumaris, Black Rock, Brighton, Brighton East, Cheltenham, Hampton, Hampton East, Highett und Sandringham. Der Sitz des City Councils befindet sich in Sandringham, das auch Endstation der Sandringham Railway Line über Hampton, Brighton nach South Yarra Richtung Zentrum ist.
Die erste Siedlung auf Citygebiet war 1841 eine Farm in Brighton. Wurde das Gebiet anfänglich landwirtschaftlich genutzt, so entwickelte es sich aufgrund des 17 km langen Sandstrands bald zum Naherholungsgebiet der Melbourner und Zweitwohnsitz der betuchteren Hauptstädter.
Zwei Drittel der Arbeitnehmer von Bayside arbeiten im Central Business District im Melbourner Stadtzentrum. Handel und Dienstleistung dominieren die Wirtschaft des Gebiets mit nur einem geringen Teil verarbeitender Industrie.
Eine besondere Attraktion des Strands von Brighton sind die Bathing boxes, 82 bunt bemalte Holzhütten (etwa 2 m × 2,5 m Grundfläche) entlang des Strandes.

## Verwaltung
Der Bayside City Council hat neun Mitglieder, die von den Bewohnern der neun Wards gewählt werden. Diese neun Wahlbezirke (Abbott, Charman, Clayton, Dendy, Ebden, Mair, Moysey, Smith und Were) sind unabhängig von den Stadtteilen festgelegt. Aus dem Kreis der Councillor rekrutiert sich auch der Mayor (Bürgermeister) des Councils.